# Dmitri Motlakhov
Dmitri Vasilyevich Motlakhov (tiếng Nga: Дмитрий Васильевич Мотлахов; sinh ngày 13 tháng 3 năm 1998) là một cầu thủ bóng đá người Nga thi đấu cho FC Pskov-747.

## Sự nghiệp câu lạc bộ
Anh có màn ra mắt tại Giải bóng đá chuyên nghiệp quốc gia Nga cho FC Pskov-747 vào ngày 1 tháng 9 năm 2017 trong trận đấu với FC Veles Moskva.